# Първичен инстинкт 2
„Първичен инстинкт 2“ (на английски: Basic Instinct 2) е еротичен трилър от 2006 година на режисьора Майкъл Катон-Джоунс, продължение на филма „Първичен инстинкт“ от 1992 г.

## Сюжет
Внимание:  Текстът по-долу разкрива сюжета на произведението (или части от него)!
Писателката Катрин Трамел претърпява автомобилна катастрофа в Лондон, в резултат на което колата ѝ пада в река. Катрин успява да изплува на повърхността, но младият ѝ любовник остава в колата и умира. Съдът нарежда на Катрин задължителни курсове по психотерапия, провеждани от д-р Майкъл Глас. Започнал да общува с Катрин, д-р Глас скоро разбира, че писателка го въвлича в опасна психологическа игра с най-непредсказуеми последствия...

## Актьорски състав
| Актьор           | Роля                                            |
| ---------------- | ----------------------------------------------- |
| Шарън Стоун      | Катрин Трамел – писателка на детективски романи |
| Дейвид Мориси    | д-р Майкъл Глас                                 |
| Шарлот Рамплинг  | д-р Милена Гардош                               |
| Дейвид Тюлис     | Рой Уошбърн                                     |
| Хю Денси         | Адам Тауърс                                     |
| Флора Монтгомъри | Мишел Бродуин                                   |
| Индира Варма     | Денис Глас                                      |
| Хийткоут Уилямс  | д-р Якоб Герст                                  |
| Ан Кайон         | Лейни Уорд                                      |
| Иън Робъртсън    | Питър Ристедес                                  |
| Стан Колимор     | Кевин Франкс                                    |
| Ката Добо        | Магда                                           |
| Ян Чапел         | Анджела                                         |
| Андре Шнайдер    | полицай                                         |